# Recorder
Recorder este o publicație jurnalistică independentă și transparentă, creată și deținută de jurnaliști din România.

## Istorie
După câteva reportaje video postate pe contul de Facebook, proiectul Recorder a fost lansat oficial pe 12 iulie 2017, avându-i ca fondatori pe Cristian Delcea, Mihai Voinea, Andrei Crăciun și Răzvan Ionescu. Recorder se finanțează, în cea mai mare parte, din donații. Manifestul Recorder a fost publicat în ziua lansării.
Pe 25 noiembrie 2024, Recorder își lansează propria aplicație „Recorder.ro”.

## Producții
- Știrile zilei
- Documentare
- Investigații
- Emisiunea „Ce ne enervează” prezentată de jurnalistul și scriitorul Mihai Radu
- Newsletter (Știrile săptămânii pe scurt)